# جون ليلاند (جامع أثريات)
جون ليلاند (13 سبتمبر 1503-18 أبريل 1552)، شاعر وجامع أثريات إنجليزي وُصف بأنه «أبو التاريخ المحلي والببليوغرافيا الإنجليزية». عُدّ دليل سفراته مصدرًا فريدًا للمشاهدات والمواد الخام للعديد خبراء الآثار اللاحقين، وقدم المقاطعة كوحدة أساسية لدراسة التاريخ المحلي لإنجلترا، إذ أصبحت فكرة مُتبعة منذ ذلك الحين.

## النشأة والتعليم
تُستمد معظم الأدلة على حياة ليلاند ومسيرته المهنية من كتاباته، وخاصة شعره. ولد في لندن في 13 سبتمبر عام 1503 على الأرجح، وكان له أخ أكبر يُدعى جون أيضًا. تولى توماس مايلز تربية الشقيقين بعد وفاة والدهما في سن مبكرة. تلقى ليلاند تعليمه في مدرسة سانت بول في لندن تحت إشراف مديرها الأول ويليام ليلي، والتقى هناك بعض الأشخاص الذين أحسنوا إليه فيما بعد، ولا سيما ويليام باجيت.
أُرسل ليلاند بعد ذلك إلى كلية المسيح في كامبريدج، وتخرج منها بدرجة بكالوريوس عام 1522. سُجن لفترة قصيرة أثناء دراسته هناك بعد أن اتهم فارسًا بالتعاون مع ريتشارد دي لا بول، آخر سلالة أسرة يورك المطالبين بعرش إنجلترا (المتوفى عام 1525).
انتقل إلى لامبيث في لندن، ليخدم دوق نورفولك الثاني توماس هوارد، كمعلم لابنه توماس. أرسل الملك ليلاند إلى أكسفورد عندما توفي الدوق عام 1524، حيث أصبح زميلًا لكلية أول سولز، كما ادعى أنتوني وود فيما بعد. شجب لاحقًا حالة التعليم في أكسفورد التي شعر أنها شديدة التحفظ في مقاربتها للدراسات الكلاسيكية.
انتقل ليلاند إلى باريس بين عامي 1526-1528، حيث درس مع العديد من زملائه المغتربين، باللغتين الإنجليزية والألمانية، ولم تنجح خطته الأصلية للدراسة في إيطاليا. صقل ليلاند مهاراته في تأليف الشعر اللاتيني وسعى للتعرف على الباحثين الإنسانيين الذين حظوا بتقديره، مثل غيوم بودي وجاك لوفيفر.
كان فرانسوا دوبوا (سيلفيوس) أستاذًا في كلية تورناي، وباحثًا ذي أهمية خاصة بالنسبة لليلاند، إذ أثر بشكل كبير على اهتماماته الشعرية والأثرية. خلال إقامته في فرنسا، بقي ليلاند على اتصال بأصدقائه ورعاته في إنجلترا، ومنهم على الأرجح توماس وولسي (المتوفى عام 1530)، والكاردينال واللورد تشانسيلور، الذي جعله رئيسًا للجامعة في لافيرستوك في هامبشاير.

## التعيين الملكي
عاد ليلاند إلى إنجلترا بحلول عام 1529. يبدو أن ليلاند سعى للحصول على رعاية توماس كرومويل، عندما نُحّي وولسي من خدمة الملك في تلك السنة، وهي العلاقة التي ربما فسرت ثروته المتزايدة على مدار السنوات القليلة اللاحقة. عُيّن أحد قساوسة الملك هنري الثامن الذي نصبه قسيسًا لبلدية بيوبلينجويس، في أهوار كاليه (رغم انه لم يزر المنطقة غالبًا). تلقى ليلاند في عام 1533 الإعفاء البابوي لأربعة مناصب شرط أن يصبح شماسًا في غضون عامين وكاهنًا في غضون سبع أعوام. عُيّن عميدًا (كنسيًا) لكنيسة ويلتون في ويلتشير عام 1535 وتسلم منصبين متقاربين.
ألّف ليلاند ونيكولاس أودال أبياتًا في حفل استقبال الملكة آن بولين في لندن عام 1533، والذي أقيم بمناسبة تتويجها. كان توماس، دوق نورفولك وكورنوال، الراعي المشترك لهما على الأرجح. عمل الشاعران معًا مرة أخرى خلال عامي 1533 و1534، عندما ساهم ليلاند بأبيات شعرية لقصيدة أودال فلوريس فور لاتين سبيكن.

## ليلاند وعلم الآثار
اهتمّ ليلاند بتسجيل الأدلة لتاريخ إنجلترا وويلز كما شوهدت في المناظر الطبيعية، لذا بذل قصارى جهده لملاحظة جميع أنواع البقايا الأثرية، بما في ذلك المغليث وحصون التلال والآثار الرومانية وآثار العصور الوسطى. صادف العديد من النقوش الرومانية، على الرغم من عدم تمكنه من قراءة معظمها، إذ شكا من واحدة مكونة من «أحرف لكلمات كاملة، وحرفين أو ثلاثة نُقشت في واحد». أبلغ عن اكتشافات للعملات المعدنية، وكتب عن ريتشبورو في كينت، عن اكتشافه كميات كبيرة من العملات الرومانية هناك «أكثر في أي مكان آخر في إنجلترا». حقق في مواد البناء وكتب عنها بشيء من التفصيل.
تمكن من تقديم استنتاجات ذكية ومستنيرة استادًا إلى مشاهداته، إذ تمكن في لنكولن مثلًا من تحديد ثلاث مراحل من التطور الحضري، بدءًا من مستوطنة بريطانية على قمة التل (بالقرب من المكان الذي عُثر فيه على كميات من العملات الرومانية)، ومدينة سكسونية من العصور الوسطى في الجنوب، وأحدث أشكال النماء على ضفاف النهر في ويجفورد.
قدّر بنفسه أن البناء الحالي لكنيسة ريبون «بني بلا شك منذ الغزو النورماندي لإنجلترا». تمكن، بشكل دقيق، من تمييز ما أسماه «بريتون بريكس» (الطوب الروماني) في عدة مواقع متفرقة جغرافيًا، بما في ذلك فيرولاميوم، وريتشبورو، وليمبني، وقلعة دوفر، وكانتربري، وبيوكاسل.
عادةً ما كان ليلاند يكتفي بتوثيق البقايا السطحية والقطع الأثرية المستعادة، لكنه تبنى في إحدى المرات منهجًا سمح فيه لنفسه بالتدخل أكثر. سحب بعض الحجارة من بوابة حصن بورو هيل في ليسترشير لإثبات ما إذا كانت مسورة أم لا، فاكتشف أنها كانت مثبته بالجير، ما أقنعنه بأنها كانت كذلك. يمكن اعتبار التسجيلات المُضمنة في دليل رحلات ليلاند أقدم تقرير ميداني أثري.

## ليلاند والملك آرثر
كان ليلاند شديد الوطنية، وآمن إيمانًا راسخًا بالمصداقية التاريخية للملك آرثر، لذا شعر بالإساءة عندما ألقى الباحث الإيطالي بوليدور فيرجيل شكوكًا حول بعض العناصر في أسطورة آرثر في كتابه أنجيليكا هيستوريا (المنشور عام 1534). كان رد ليلاند الأول ممثلًا بكتاب غير منشور، كُتب غالبًا في عام 1536، تحت اسم كودروس أو لاوس والدفاع عن جالوفريدوس أرثوريوس ضد فيرجيليوس بوليدوس (كوردوس اسم مستعار لفيرجل، اسم شخصية مأخوذ من جوفينال لشاعر بائس وكئيب). وأتبع ذلك بمنشور أطول بعنوان أسيرشيو إنكليتيسيمي أرتوري ريجس بريتانيا (1544). اعتمد ليلاند في كلا النصين على مجموعة واسعة من المصادر الأدبية، والاشتقاقية، والأثرية والشفوية للدفاع عن تاريخية آرثر. مع أن اعتقاد ليلاند بالمصداقية التاريخية للملك آرثر لم يكن متسمًا بالدقة، إلا أنّ أعماله ساهمت في الإبقاء بالكثير من الأدلة التي تدعم تقليد آرثر، وهو ما كان من الممكن أن يحرم منه الملك لولا مساهمات ليلاند.

توفر مادة ليلاند دليلًا لا يقدر بثمن لإعادة بناء «نصب القبر» المفقود لآرثر (يعتقد أنه صنع في القرن الثاني عشر) في دير غلاستونبري. يُعتقد أنه رسم الصليب الرئيسي الذي حدد قبر آرثر، ونُشر بعد ذلك كنقش خشبي في طبعة 1607 من بريتانيا كامدن. كان ليلاند أول من كتب عن التقليد في مخطوطة رحلته لعام 1542 (متأثرًا غالبًا بقرب قريتي كوين كامل وويست كاميل) محددًا حصن قلعة كادبوري في سومرست باسم كاميلوت آرثر:
في أقصى جنوب كنيسة ساوث كادبيري تقف كامالات، التي كانت فيما مضى بلدة أو قلعة مشهورة على تلة قوية ومحصنة بشكل رائع بفضل طبيعتها... الناس هناك لا يملكون أية معلومات سوى أنهم سمعوا أن آرثر قد كرر زيارته لكامالات عدة مرات.